# Amikacin
Amikacin là một loại kháng sinh được sử dụng để điều trị một số bệnh nhiễm khuẩn. Trong số này có thể kể đến nhiễm trùng khớp, nhiễm trùng trong ổ bụng, viêm màng não, viêm phổi, nhiễm trùng huyết và nhiễm trùng đường tiết niệu. Kháng sinh này cũng được sử dụng để điều trị bệnh lao đa kháng thuốc. Chúng có thể được đưa vào cơ thể bằng cách tiêm vào tĩnh mạch hoặc cơ bắp.
Amikacin, giống như các kháng sinh aminoglycoside khác, có thể gây mất thính lực, các vấn đề về thăng bằng và các vấn đề về thận. Các tác dụng phụ khác có thể kể đến như tê liệt, dẫn đến việc khó thở. Nếu sử dụng thuốc này khi đang mang thai, chúng có thể gây điếc vĩnh viễn ở trẻ. Amikacin hoạt động bằng cách ngăn chặn chức năng của tiểu đơn vị ribosome 30S của vi khuẩn, làm cho nó không thể tổng hợp protein.
Amikacin được cấp bằng sáng chế vào năm 1971 và được đưa vào sử dụng thương mại vào năm 1976. Nó nằm trong danh sách các thuốc thiết yếu của Tổ chức Y tế Thế giới, tức là nhóm các loại thuốc hiệu quả và an toàn nhất cần thiết trong một hệ thống y tế. Chi phí bán buôn ở các nước đang phát triển là khoảng 13,80 - 130,50 USD/tháng. Tại Hoa Kỳ, một đợt điều trị thông thường có giá từ 25 đến 50 USD. Amikacin được tổng hợp từ kanamycin.